# 10504 Doga
A 10504 Doga (ideiglenes jelöléssel 1987 UF5) a Naprendszer kisbolygóövében található aszteroida. Ljudmilla Vasziljevna Zsuravljova fedezte fel 1987. október 22-én.